# 加藤シヅエ賞
加藤シヅエ賞（かとうしづえしょう）は、女性解放運動の第一人者である加藤シヅエの業績を称えた日本の社会運動賞。

## 概要
加藤シヅエは1920年代から女性解放運動と産児調節運動といわれる、男女差別をなくす社会運動家のパイオニアとして活躍し、太平洋戦争終結後は国会議員として国政で女性運動、男女差別撤廃運動などを推進した。また外交や環境問題にも力を注いだ。国際家族計画連盟（IPPEF）の設立にも携わり（この業績を称えて1988年日本人初の「国連人口賞」獲得）、世界的な運動にまで発展した。
この加藤の業績を称え、またその精神が長く維持されるようにすると共に、働く女性の育成を目指すことを念頭に、1996年に創設された。